# Unione personale
Un'unione personale è una relazione di due o più entità, considerate Stati sovrani separati che, attraverso una legge, condividono la stessa persona come Capo di Stato di entrambe le nazioni. L'unione personale non si deve confondere con una federazione, che è considerata dagli altri Stati come Stato singolo. 
Le unioni personali possono nascere per ragioni diverse, che vanno dalla pura coincidenza (come una principessa che, dopo essersi sposata, dà alla luce un figlio, che erediterà le corone di entrambi i Paesi) all'annessione virtuale (in cui un'unione personale viene effettuata per impedire una rivolta). Esistono anche unioni personali sancite per legge (in cui le costituzioni degli Stati esprimono chiaramente la loro futura unione) o unioni non codificate (nel qual caso possono essere rotte facilmente).
Siccome i Presidenti delle repubbliche sono di solito scelti tra i cittadini dello Stato in questione, le unioni personali sono quasi sempre un fenomeno che interessa le monarchie, e talvolta il termine doppia monarchia è utilizzato per intendere un'unione personale di due monarchie. Con il declino del numero degli Stati governati da un re nel XX secolo, le unioni personali sono divenute abbastanza rare. L'ambito in cui si trovano nel ventunesimo secolo è il Commonwealth britannico, in cui il Governatore Generale è il rappresentante del Capo di Stato, ed è nominato dal Capo del Governo locale.
C'è un limite non ben definito tra l'unione personale e la federazione: spesso la prima è confluita nella seconda. In passato tali unioni personali tra Stati erano molto più diffuse, ma nel corso dei secoli tali situazioni sono andate scomparendo. Tra le unioni storiche scomparse si ricordano: i tre regni di Danimarca, Norvegia e Svezia (XIV secolo), il regno di Prussia e il principato di Neuchâtel (1707-1857), il regno di Polonia e Sassonia (1679-1763), il regno di Danimarca e lo Schleswig-Holstein (1460-1863). Di seguito vengono elencate le più note unioni personali attuali e storiche.

## Regno di Albania
- Unione personale del Regno d'Albania con l'Italia dal 1939 al 1943 dopo la conquista fascista e fino all'abdicazione di re Vittorio Emanuele III d'Italia (Shqipni Mbret).

## Principato e Repubblica di Andorra
- In unione personale parziale con la Francia e la Spagna dal 1607 (il Presidente della Repubblica francese, e nel passato il Re di Francia, è uno dei Capi di Stato di Andorra, mentre l'altro Capo di Stato è il Vescovo di Urgell, in Spagna)

## Arciducato e Impero d'Austria
- Unione personale con l'Ungheria dal 1867 al 1918 (la doppia monarchia dell'Impero austro-ungarico) in questo caso a livello internazionale l'Impero veniva considerato (come di fatto era) come un'unica entità.

## Regno di Boemia
- Unione personale con la Polonia (1003-1004), quando la Boemia era occupata dai polacchi.
- Unione personale con la Polonia (1300-1306) e con l'Ungheria (1301-1305, con Venceslao II e III).
- Unione personale con il Lussemburgo (1313-1378 e 1383-1388).
- Unione personale con l'Ungheria (1419-1439 e 1490-1526).
- Unione personale con Austria e Ungheria dal 1526 al 1918 (eccetto il 1619 e 1620).

## Commonwealth attuale e passato
In questo paragrafo si suppone che i regni del Commonwealth siano giunti in unione personale con il Regno Unito avendo raggiunto una completa autonomia legislativa. Altre possibili date a cui si potrebbe far risalire l'unione personale sono:
- quando alle colonie fu assegnato lo status di dominion: al Canada nel 1867, all'Australia nel 1901, alla Nuova Zelanda nel 1907 e all'Unione Sudafricana nel 1910.
- quando il Governatore divenne Governatore-Generale: come sopra tranne la Nuova Zelanda (1917).
- informalmente, come conseguenza della dichiarazione Balfour del 1926, che riconosceva i "dominion" autogovernati dell'Impero britannico come Stati pienamente autonomi.
- implicitamente, come conseguenza della legge sui Titoli Reali e Parlamentari del 1927.
- quando fu nominato un Alto commissario per rappresentare il Governo Britannico: Canada 1928, Sudafrica 1930, Australia 1931-1936, Nuova Zelanda 1939, Irlanda 1939. Il Governatore-Generale dell'Irlanda smise di rappresentare il governo britannico nel 1928, e il successivo fu nominato solo nel 1939.
- con lo Statuto di Westminster del 1931.
- quando lo Stato Libero Irlandese dimostrò che la legge di successione poteva essere differente in ogni dominion (abdicazione di Edoardo VIII, 1936).
- quando un Paese ebbe il potere di fare leggi con effetto extraterritoriale e potere di cambiare la costituzione: Sudafrica e Irlanda nel 1931, Nuova Zelanda 1947, Canada 1982 e Australia 1986.
- quando il potere del Parlamento del Regno Unito di promulgare leggi anche negli altri regni del Commonwealth terminò: Canada 1982, Australia 1986, Nuova Zelanda 1986.
- quando fu tolto il diritto di appello al Comitato Giudiziale del Consiglio: Canada 1949, Australia 1986, Nuova Zelanda 2004.

### Antigua e Barbuda
- Antigua e Barbuda dal 1981, avendo ottenuto l'indipendenza come Regno del Commonwealth. È in unione personale con altri stati, e ha come Capo di Stato Carlo III del Regno Unito.

### Australia
- L'Australia dal 1986, con il passaggio della legge australiana, che fece terminare il potere del Parlamento britannico di legiferare in Australia. Carlo III del Regno Unito è, in modo indipendente, Re d'Australia.

### Bahamas
- Le Bahamas, nel Commonwealth dal 1973, con l'indipendenza dal Regno Unito; è in unione personale con altri 15 paesi del Commonwealth sotto il re Carlo III del Regno Unito.

### Barbados
- Barbados, nel Commonwealth dal 1966, con l'indipendenza dal Regno Unito; era in unione personale con altri paesi del Commonwealth sotto il sovrano del Regno Unito: dal 30 novembre 2021 è una repubblica.

### Belize
- Il Belize, nel Commonwealth dal 1981, con l'indipendenza dal Regno Unito; è in unione personale con altri 15 paesi del Commonwealth sotto il re Carlo III del Regno Unito.

### Canada
- Il Canada, dal 1982 nel Commonwealth, quando il Parlamento britannico approvò la legge sul Canada, che metteva fine alle decisioni del Parlamento britannico sulle leggi canadesi. Condivide Carlo III del Regno Unito come Capo di Stato con altri 15 paesi.

### Ceylon
- Ceylon (ora Sri Lanka) rimase nel Commonwealth dal 1948 al 1972, quando divenne una repubblica.

### Figi
- Le Fiji restarono nel Commonwealth dal 1970 al 1987, quando divennero indipendenti dopo un colpo di Stato militare.

### Gambia
- Il Gambia stette nel Commonwealth dal 1965 al 1970, quando divenne indipendente come Repubblica della Gambia.

### Ghana
- Il dominion del Ghana rimase nel Commonwealth dal 1957 al 1960, quando divenne indipendente come Repubblica del Ghana.

### Grenada
- Il Grenada, nel Commonwealth dal 1974, con l'indipendenza dal Regno Unito; è in unione personale con altri 15 paesi del Commonwealth sotto il re Carlo III del Regno Unito.

### Guyana
- La Guyana fu un regno del Commonwealth nel periodo 1966–1970, quando si trasformò in repubblica, precedentemente era una colonia.

### India
- Il Dominion dell'India dal 1947, quando divenne uno Stato sovrano del Commonwealth fino al 1950 quando divenne una repubblica.

### Irlanda
- Il Regno d'Irlanda in Unione personale con il Regno d'Inghilterra dal 1541, quando il Parlamento irlandese proclamò Re anche d'Irlanda Enrico VIII d'Inghilterra, fino al 1707, quando il Regno d'Inghilterra si unì a quello di Scozia e furono sostituiti dal Regno di Gran Bretagna.
- Unione personale con il Regno di Scozia dal 1603, quando il re Giacomo I d'Inghilterra divenne Re d'Inghilterra e Irlanda fino al 1707, quando il Regno d'Inghilterra si unì a quello di Scozia e furono sostituiti dal Regno di Gran Bretagna.
- Unione personale con il Regno di Gran Bretagna dal 1707 al 1800, quando i due regni si unirono nel Regno Unito di Gran Bretagna e Irlanda.
- Unione personale con l'Elettorato di Hannover dal 1714 al 1800.
- Regno del Commonwealth dal 1922-1936/1949, quando divenne una repubblica.

### Giamaica
- La Giamaica dal 1962 nel Commonwealth, con l'indipendenza dal Regno Unito. È in unione personale con altri 15 Stati e condivide con essi il re Carlo III del Regno Unito.

### Kenya
- Il Kenya fece parte del Commonwealth dal 1963 al 1964, con l'indipendenza della repubblica.

### Malawi
- Malawi fece parte del Commonwealth dal 1964 al 1966, con l'indipendenza della repubblica.

### Malta
- Malta fece parte del Commonwealth dal 1964 al 1974, con l'indipendenza della repubblica.

### Mauritius
- Mauritius fece parte del Commonwealth dal 1968 al 1992, con l'indipendenza della repubblica.

### Nuova Zelanda
- La Nuova Zelanda dal 1947 nel Commonwealth, con l'adozione della Legge sulla Costituzione della Nuova Zelanda. È in unione personale con altri 15 Stati e condivide con essi il re Carlo III del Regno Unito.

### Nigeria
- La Nigeria fu un regno del Commonwealth nel periodo 1960–1963 (indipendenza come repubblica).

### Pakistan
- Regno del Commonwealth nel periodo 1947–1956 (indipendenza come repubblica).

### Papua Nuova Guinea
- La Papua Nuova Guinea è dal 1975 nel Commonwealth con l'indipendenza dall'Australia. È in unione personale con altri 15 Stati e condivide con essi il re Carlo III del Regno Unito.

### Saint Kitts e Nevis
- Saint Kitts e Nevis è dal 1983 nel Commonwealth, con l'indipendenza dal Regno Unito. È in unione personale con altri 15 Stati e condivide con essi il re Carlo III del Regno Unito.

### Saint Vincent e Grenadine
- Saint Vincent e Grenadine è dal 1979 nel Commonwealth, con l'indipendenza dal Regno Unito. È in unione personale con altri 15 Stati e condivide con essi il re Carlo III del Regno Unito.

### Saint Lucia
- Saint Lucia è dal 1979 nel Commonwealth, con l'indipendenza dal Regno Unito. È in unione personale con altri 15 Stati e condivide con essi il re Carlo III del Regno Unito.

### Sierra Leone
- Regno del Commonwealth nel periodo 1961–1971 (indipendenza come repubblica).

### Isole Salomone
- Dal 1978, come Regno del Commonwealth con l'indipendenza dal Regno Unito. È in unione personale con altri 15 regni del Commonwealth perché condivide con essi Carlo III del Regno Unito come Capo di Stato.

### Sudafrica
- Regno del Commonwealth nel periodo 1931–1961 (adozione dello statuto di Westminster come repubblica).

### Tanganyika
- Tanganica (ora parte della Tanzania), regno del Commonwealth nel periodo 1961–1962 (nel 1962 diventa una repubblica).

### Trinidad e Tobago
- Regno del Commonwealth nel periodo 1962–1976 (indipendenza come repubblica).

### Tuvalu
- Dal 1978, come Regno del Commonwealth con l'indipendenza dal Regno Unito. È in unione personale con altri 15 regni del Commonwealth perché condivide con essi Carlo III del Regno Unito come Capo di Stato.

### Uganda
- Regno del Commonwealth nel periodo 1962–1963 (indipendenza come repubblica).

## Congo
- Unione personale con il Belgio dal 1885 al 1908, quando divenne colonia belga.

## Ducato e Regno di Croazia
- Regno di Croazia, unione personale con l'Ungheria dal 1102 al 1918 (solo secondo la storiografia croata).

## Regno di Danimarca
- Unione personale con la Norvegia dal 1380 al 1536 (quando il Riksdag venne abolito)
- Unione di Kalmar con la Norvegia e la Svezia dal 1389 al 1521
- I re di Danimarca sono stati sempre duchi di Schleswig e Holstein, dal 1460 al 1864 (l'Holstein faceva parte del Sacro Romano Impero, oggi è in Germania).
- Unione personale con l'Islanda (Regno di Islanda) dal 1918 al 1944.
- Unione personale con la Groenlandia (va detto che non è solo un'unione personale in quanto la Groenlandia è parte costitutiva del Regno di Danimarca).

## Granducato di Finlandia
- Lo status del Granducato di Finlandia, governato dal 1809 al 1917 dallo zar della Russia come Granduca di Finlandia, era molto simile a un'unione personale. Con il trattato di Fredrikshamn, comunque, la Finlandia divenne legalmente parte dell'Impero russo, e le fu concessa una certa autonomia.

## Regno e Repubblica di Francia
- Unione personale con il Ducato di Bretagna dal 1491, quando la duchessa Anna di Bretagna sposò Carlo VIII di Francia, al 1532, quando il Ducato di Bretagna fu formalmente annesso al Regno di Francia.
- Unione personale con la Navarra, ecc.
- Unione personale parziale con Andorra dal 1607, in quanto il Presidente francese è anche uno dei due Capi di Stato di Andorra.

## Regno di Gran Bretagna
- Unione personale con il Regno d'Irlanda con l'Atto di Unione del 1707 alla sua abolizione nel 1801 (quando i due Stati furono uniti nel Regno Unito di Gran Bretagna e Irlanda)
- Unione personale con lo stato di Hannover con l'ascesa al trono di Giorgio I nel 1714 fino al 1801

## Elettorato e Regno di Hannover
- Unione personale con il Regno di Gran Bretagna e Irlanda dal 1714 al 1801
- Unione personale con il Regno Unito dal 1801 al 1837, con l'ascesa al trono della regina Vittoria (le donne non potevano essere sovrani di Hannover).

## Regno d'Inghilterra
- Unione personale con il Regno d'Irlanda dal 1541 (quando l'Irlanda divenne un regno) fino al 1707
- Unione personale con la Scozia dal 1603 al 1707 (quando si unirono nel Regno di Gran Bretagna)
- Unione personale coi Paesi Bassi dal 1689 al 1702, con lo Statolder olandese che fungeva anche da Re d'Inghilterra, Scozia e Irlanda. La situazione effettiva era un po' più complessa con le province olandesi di Olanda, Zelanda, Utrecht, Gheldria e Overijssel, che entrarono in unione personale nel 1689 e Drenthe nel 1696. Solo due province dei Paesi Bassi non entrarono in unione personale: Frisia e Groninga.

## Regno d'Irlanda
- Unione personale con il Regno d'Inghilterra dal 1541, quando il Parlamento irlandese proclamò Re anche d'Irlanda Enrico VIII d'Inghilterra, fino al 1707, quando il Regno d'Inghilterra si unì a quello di Scozia e furono sostituiti dal Regno di Gran Bretagna.
- Unione personale con il Regno di Scozia dal 1603, quando il re Giacomo VI di Scozia divenne Re d'Inghilterra e Irlanda fino al 1707, quando il Regno d'Inghilterra si unì a quello di Scozia e furono sostituiti dal Regno di Gran Bretagna.
- Unione personale con i Paesi Bassi dal 1689 al 1702, con il Re di Irlanda, Scozia e Inghilterra che fungeva anche da Statolder delle province dei Paesi Bassi.
- Unione personale con il Regno di Gran Bretagna dal 1707 al 1801, quando i due regni si unirono nel Regno Unito di Gran Bretagna e Irlanda.
- Unione personale con l'Elettorato di Hannover dal 1714 al 1800.
- Regno parte del Commonwealth dal 1922 al 1949, quando divenne una repubblica.

## Islanda
- Unione personale con la Danimarca, durante il Regno di Islanda, dal 1918 al 1944 (proclamazione della repubblica).

## Regno d'Italia
- Unione personale con l'Albania dal 1939 al 1943 fino all'abdicazione del re Vittorio Emanuele III.

## Granducato di Lituania
- Unione personale con la Polonia dal 1386 al 1569 con l'Unione polacco-lituana, divenuta nel 1569 Confederazione polacco-lituana.

## Granducato del Lussemburgo
- Unione personale coi Paesi Bassi dal 1815 al 1890.

## Regno di Norvegia
- Unione personale con la Svezia dal 1319 al 1343.
- Unione personale con la Danimarca dal 1380 al 1814 (Il Riksråd norvegese fu abolito nel 1536).
- Unione di Kalmar con Danimarca e Svezia dal 1389 al 1521.
- Unione personale con la Svezia dal 1814 (quando la Norvegia si dichiarò indipendente dalla Danimarca e fu legata alla Svezia-Norvegia) al 1905.

## Paesi Bassi
- Unione personale con l'Inghilterra, la Scozia e l'Irlanda dal 1689 al 1702 con lo Statolder olandese che fungeva anche da Re d'Inghilterra, Scozia e Irlanda.
- Unione personale con il Lussemburgo dal 1815 al 1890.

## Regno di Polonia
- Unione personale con l'Ungheria dal 1370 al 1382 e dal 1440 al 1444.
- Unione personale con la Lituania dal 1386 al 1569, conosciuta come Unione polacco-lituana. Nel 1569 l'unione fu trasformata nella Confederazione polacco-lituana.
- Unione personale con il Regno di Sassonia dal 1807 al 1814.
- Unione personale con l'Impero russo dal 1814 al 1915. In questo periodo, il Regno di Polonia era chiamato non ufficialmente Regno del Congresso.

## Confederazione Polacco-Lituana
- Unione personale con la Svezia dal 1592 al 1599.
- Unione personale con la Sassonia dal 1697 al 1705, dal 1709 al 1733 e dal 1733 al 1763.

## Regno del Portogallo
- Unione iberica con la Spagna dal 1580 al 1640 con Filippo II, Filippo III e Filippo IV di Spagna

## Regno Unito di Gran Bretagna e Irlanda
- Unione personale con lo stato di Hannover dal 1801 al 1837 con l'ascesa al trono della regina Vittoria (le donne non potevano essere sovrani di Hannover).

## Romania
- Unione personale tra la Valacchia e la Transilvania dal 1599 al 1600 con Michele il Coraggioso.
- Unione personale tra la Valacchia, la Moldavia e la Transilvania dal 1600 al 1601 con Michele il Coraggioso.
- Unione personale tra la Valacchia e la Moldavia (Principati danubiani) dal 1859 al 1862 con Alexandru Ioan Cuza.

## Sacro Romano Impero
- Unione personale col Regno di Sicilia dal 1215 al 1254 con Federico II di Sicilia e Corrado I di Sicilia[1]
- Unione personale col Regno di Gerusalemme dal 1250 al 1254 con Corrado II di Gerusalemme
- Unione personale col Regno di Boemia dal 1355 al 1378 con Carlo I di Boemia
- Unione personale col Regno di Boemia e col Regno d'Ungheria e Croazia dal 1433 al 1437 con Sigismondo di Lussemburgo
- Unione personale con la Spagna e con il Ducato di Borgogna dal 1519 al 1556 con Carlo V
- Unione personale col Regno di Boemia e col Regno d'Ungheria e Croazia dal 1556 al 1564 con Ferdinando I d'Asburgo
- Unione personale del Regno di Svezia con il langraviato d'Assia-Kassel (1720-1751)
- Unione personale della Contea di Oldenburg col regno di Danimarca (1663-1773)
- Unione personale dell'elettorato di Magonza col vescovato di Erfurt (745-1483, 1665-1802).

## Ducati dello Schleswig e Holstein
- I Re di Danimarca, nel periodo dal 1460 al 1864 erano al contempo duchi di Schleswig e Holstein (quest'ultimo era un feudo del Sacro Romano Impero).

## Regno di Scozia
- Unione personale con l'Inghilterra e il Regno d'Irlanda dal 1603 al 1707 (quando Inghilterra e Scozia si unirono nel Regno di Gran Bretagna)
- Unione personale coi Paesi Bassi dal 1689 al 1702, con il Re di Scozia, Inghilterra e Irlanda che fungeva anche da Statolder della maggior parte delle province dei Paesi Bassi.

## Regno di Sicilia
- Sacro Romano Impero in Unione personale col Regno di Sicilia dal 1215 al 1254 con Federico II di Sicilia e Corrado I di Sicilia[1]
- Unione personale del Regno di Sicilia con il Regno d'Aragona dal 1412 al 1516. 
  - I monarchi aragonesi Ferdinando I di Aragona (1412-1416), Alfonso V d'Aragona (1416-1458), Giovanni II di Aragona (1458-1479), Ferdinando II di Aragona (1479-1516), venendo incoronati a Palermo e ricevendo il titolo di Re di Sicilia, dovevano giurare fedeltà alle Costitutiones regae emanate da Federico III di Sicilia nel 1296 e, da monarchi costituzionali, dovevano presentarsi davanti al Parlamento Siciliano (organo sovrano in politica interna e fiscale) assumendo i nomi rispettivamente di Ferdinando I di Sicilia, Alfonso I di Sicilia, Giovanni I di Sicilia e Ferdinando II di Sicilia, fatto ciò potevano esercitare le funzioni di Sovrani di Sicilia.

- Unione personale del Regno di Sicilia con l'Impero spagnolo dal 1516 al 1713.
  - I Re di Spagna che tra il 1516 e il 1713 sedettero sul Trono di Sicilia vennero incoronati a Palermo e regnarono da monarchi costituzionali riconoscendo la sovranità del Parlamento Siciliano.
- Unione personale del Regno di Sicilia col Ducato di Savoia dal 1713 al 1718.
  - Vittorio Amedeo II di Savoia fu incoronato a Palermo assumendo il nome di Vittorio Amedeo I di Sicilia.
- Unione personale del Regno di Sicilia con l'Impero Spagnolo dal 1718 al 1720.
- Unione personale del Regno di Sicilia con l'Arciducato d'Austria dal 1720 al 1734.
- Unione personale del Regno di Sicilia col Regno di Napoli dal 1734 al 1798.
  - Carlo III di Spagna e Ferdinando III regnarono sul trono di Sicilia da monarchi costituzionali col nome di Carlo III di Sicilia e Ferdinando III di Sicilia.

## Regno di Spagna
- Unione personale con il Sacro Romano Impero dal 1519 al 1556 con Carlo I (Carlo V d'Asburgo)
- Unione iberica con il Portogallo dal 1580 al 1640 con Filippo II, Filippo III e Filippo IV di Spagna

## Regno di Svezia
- Unione personale con la Norvegia dal 1319 al 1343
- Unione di Kalmar con la Danimarca e la Norvegia dal 1389 al 1521
- Unione personale con la Confederazione polacco-lituana dal 1592 al 1599
- Unione personale con la Norvegia dal 1814 al 1905 (a volte chiamata Svezia-Norvegia)

## Regno di Ungheria
- Unione personale con la Croazia dal 1102 al 1918
- Unione personale con la Polonia dal 1370 al 1382 con Luigi I d'Ungheria. Luigi ereditò il trono polacco dallo zio materno Casimiro III di Polonia; dopo la morte di Luigi i nobili (la szlachta) decisero di mettere fine all'unione personale, non volendo essere governati dall'Ungheria, pertanto scelsero la figlia minore di Luigi, Jadwiga come nuova sovrana, mentre l'Ungheria fu ereditata dalla figlia maggiore Maria.
- Unione personale con la Polonia dal 1440 al 1444
- Unione personale con la Boemia dal 1419 al 1439 e dal 1490 al 1918
- Unione personale con il Sacro Romano Impero dal 1410 al 1439 e dal 1526 al 1806 (eccetto dal 1608 al 1612)
- Unione personale con l'Austria dal 1867 al 1918 (Impero austro-ungarico) con i regni di Francesco Giuseppe e Carlo IV (fu piuttosto un'unione dinastica anziché un'unione personale).

## Varie
Il concetto di unione personale era molto diffuso anche negli Stati preunitari italiani e tedeschi. A titolo esemplificativo si ricordano:
- in Italia
  - tra i vari feudi del Papa (Legazioni, Territori, Paesi titolati, Governi) che costituivano lo Stato della Chiesa
  - tra il Regno di Sardegna, il principato del Piemonte, il ducato di Savoia e gli altri Stati sabaudi, unificati dal 1847 nell'unico Regno di Sardegna;
  - tra i regni di Napoli e di Sicilia, unificati nel 1816 nel Regno delle Due Sicilie;
  - tra il ducato di Firenze (Stato Vecchio) e il Ducato di Siena (Stato Nuovo) poi unificati nel Granducato di Toscana;
  - lo Stato di Milano costituito dal XVIII secolo dai ducati di Milano, Mantova, Sabbioneta, principato di Pavia e Stati minori;
  - tra i ducati di Modena, Reggio, Mirandola oltre che da principati minori, fino al 1799
  - il Ducato di Parma composto dai ducati di Parma, Piacenza e poi Guastalla, oltre che da principati minori;
  - tra il Ducato di Massa e Principato di Carrara;
  - tra i marchesati di Mulazzo e Calice dal 1710 al 1772;
  - tra i marchesati di Podenzana e Aulla dal 1710 al 1797;
  - la Repubblica di Venezia il cui doge era anche duca della Dalmazia;
  - tra la Repubblica di Genova e la Corsica fino al 1768.
  - tra la Contea del Tirolo, il Ducato di Carinzia e la Marca di Carniola dalla fondazione della Contea fino all'annessione dei tre stati all'Arciducato d'Austria.